# Université Simón Bolívar
 (décembre 2019).
Si vous disposez d'ouvrages ou d'articles de référence ou si vous connaissez des sites web de qualité traitant du thème abordé ici, merci de compléter l'article en donnant les références utiles à sa vérifiabilité et en les liant à la section « Notes et références ».
L'université Simón Bolívar (son acronyme étant U.S.B. pour Universidad Simón Bolívar, en espagnol) est un établissement d’enseignement supérieur classé top-1000 au niveau mondial et classé numéro 1 dans son pays, le Venezuela. 
L'institution recrute 90% de ses élèves par le biais d'un concours national et assure des formations de haut niveau avec une orientation scientifique et technologique, mais d'autres spécialisation et licences sont proposées.
Elle fut fondée par décret en 1967 dans un effort pour dé-saturer les carrières académiques les plus techniques de l'Université Central de Venezuela ou U.C.V et commence ses activités en janvier 1970 sous la première présidence de Rafael Caldera. 
Son campus principal est situé plus précisément dans la vallée de Sartenejas à Baruta au sud de Caracas et un deuxième campus est situé dans la région côtière, à Camurí Grande, près de la mer, dans l'État de La Guaira.
L'U.S.B. a diplômé des milliers de professionnels depuis son ouverture parmi lesquels on trouve des personnalités de renom dans le monde de la recherche au Venezuela comme Mónica Kräuter, Klaus Jaffe, Benjamin Scharifker,  Maria-Esther Vidal entre autres.

## Histoire

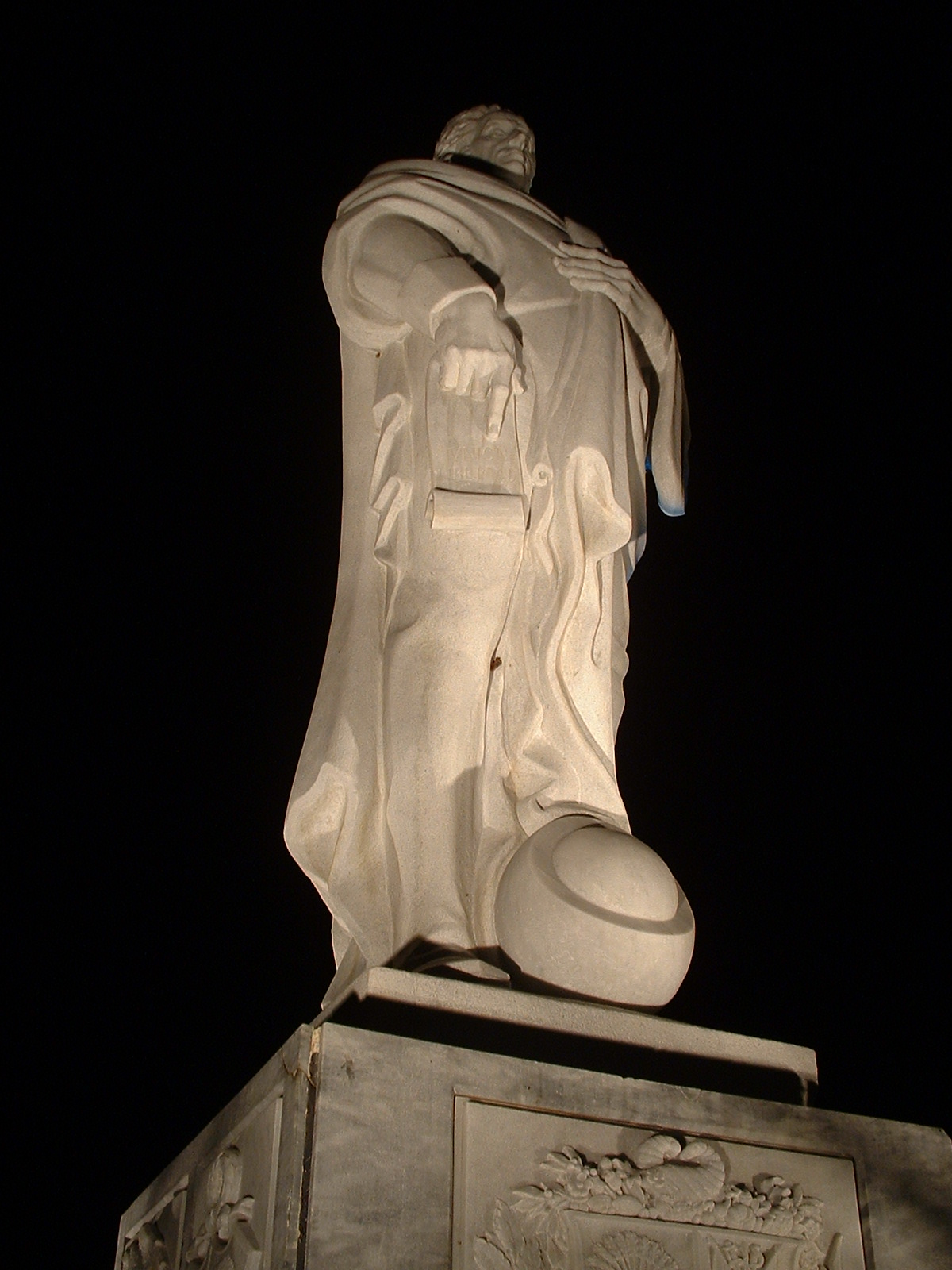
Statue de Simón Bolívar par l'artiste péruvien Joaquín Roca Rey.

En début d'année 1967 l'idée de créer une nouvelle université pour aider à résoudre le problème universitaire commence à prendre forme. Ainsi, une Commission est créée le 15 mai 1967 par le gouvernement. Elle est composée du Dr Luis Manuel Peñalver, Luis Carbonell, Mercedes Fermin, Miguel Angel Pérez et Héctor Isava, qui effectuent l'étude et rapport sur la mise en place d'un centre pour l'enseignement supérieur dans la recherche scientifique, technologique et humaniste en vue du développement économique et social de la nation.
Deux mois plus tard, le 18 juillet 1967, Raúl Leoni, Président de la République signe le décret no 878, qui crée l'Université expérimentale pour l'enseignement supérieur sous le nom d'Université de Caracas.
Le 30 décembre 1968, les premiers dirigeants sont nommés : Lares Eloy Martínez, Recteur, Francisco Kerdel Vegas, Vice-Recteur et Miguel Angel Perez, Secrétaire.
Le premier règlement est publié le 4 mars 1969. Par la suite, de nombreux membres de la communauté universitaire, l'Académie Nationale d'Histoire, la Société Bolivarienne du Venezuela et d'autres ont exprimé leur souhait que l'Université devait être liée au nom du libérateur. Le 9 juillet 1969, le décret no 4, change son nom pour l'Université Expérimentale Simón Bolívar.
Quelques jours plus tard, le 15 juillet, de nouvelles autorités prennent la direction : Ernesto Mayz Vallenilla (Recteur), Francisco Kerdel Vegas (Vice-Recteur) et Federico Rivero Palacios (Secrétaire).
Le 19 janvier 1970, le Président de la République de l’époque, Rafael Caldera, ouvre solennellement et officiellement l'Université Nationale Expérimentale Simón Bolívar dans l'ancien domaine de Sartenejas situé dans la vallée du même nom. Cette date est commémorée chaque année comme l'anniversaire de cette maison d'études.
Le cycle de formation professionnelle (Ingénierie et Licences à 5 ans) commence avec cinq spécialités : Ingénierie Électrique, Ingénierie Mécanique, Ingénierie Chimique, Licence en Mathématiques et Licence en Chimie. Deux ans plus tard, trois nouveaux cours sont créés : Ingénierie Électronique, Ingénierie Informatique et Architecture. En 1974 de nouveaux cursus, Ingénierie des Matériaux, Master en Physique et Urbanisme complètent les spécialisations. Le Master en Biologie est incorporé en 1975. En 1990, Ingénierie Géophysique est intégrée et Ingénierie Industrielle en 1992.
Le cycle de formation spécialisée post-diplôme (2 ans pour les Magister ou 4 ans pour les Doctorants) est créé le 14 décembre 1970 pour répondre au besoin de former des chercheurs et des spécialistes du plus haut niveau. Le 11 janvier 1971, sont approuvés par le Conseil National des Universités les spécialisations en Philosophie, Sciences de la Santé, Économie et Gestion.
Pour répondre aux besoins de formation des techniciens supérieurs (formation équivalente au Bac+3), le 16 janvier 1976 la création du Campus du Littoral est approuvée, comprenant différents programmes de formation industrielle, commerciale et administrative. Le 12 février 1977 le nouveau Campus situé dans la Vallée Camuri est inauguré.
Le 18 juillet 1995, le Président de la République, Rafael Caldera (en deuxième mandat non consécutif) accorde par décret l'autonomie universitaire partielle (dont l'élection propre de ses autorités) à l'Université Simón Bolívar.
En fin d'année 2010, les autorités de l'Université rejettent la manière par laquelle est approuvée une nouvelle Loi des Universités qui menace cette autonomie. L'autonomie universitaire de l'USB n'a jamais été entière.

## Campus

### Sartenejas

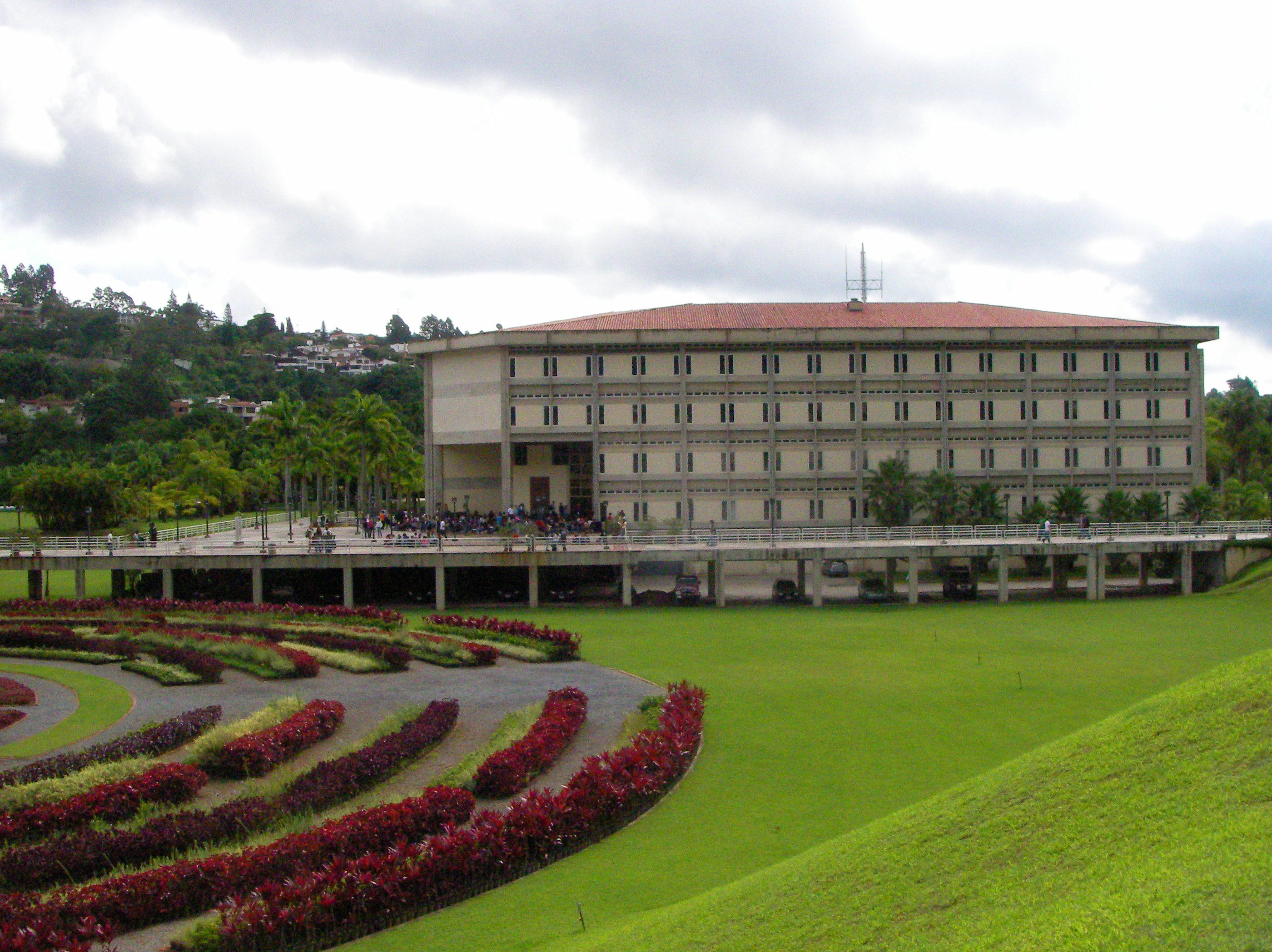
Bibliothèque centrale de l'université Simón Bolívar.

Le campus principal de l'USB est situé dans la vallée de Sartenejas, au sud de Caracas. Il compte une surface totale de plus de 3 500 000 m² divisée en deux grandes zones : le campus lui-même (~65 %) et une zone réserve (~35 %) où poussent de nombreux pinacées. Ce campus se situe entre 1200 m et 1400 m d'altitude et jouit d'un climat légèrement diffèrent de celui de Caracas.
Les jardins du campus de l'USB sont particulièrement bien réputés et colorés. Ils sont soigneusement protégés, comportant divers spécimens d'oiseaux et plantes. En face de la Bibliothèque, le bâtiment principal, se trouve le Labyrinthe « Cromovegetal », œuvre paysagée de l'artiste vénézuélien Carlos Cruz-Diez et adjacent aux jardins nous trouvons une sculpture d'art cinétique « Espejo Solar » de l'artiste Alejandro Otero.

### Littoral
Le deuxième Campus de l'USB est situé dans la vallée de Camurí Grande dans l'État de La Guaira, où se trouvait l'ancienne ferme Camuri, près de Naiguatá. Il dispose de 112 hectares de terrain traversés par deux rivières où pousse une végétation luxuriante. Ce campus a été totalement détruit lors de la tragédie du Vargas et les élèves ont été obligés de continuer leur cursus au Campus de Sartenejas.

## Organisation

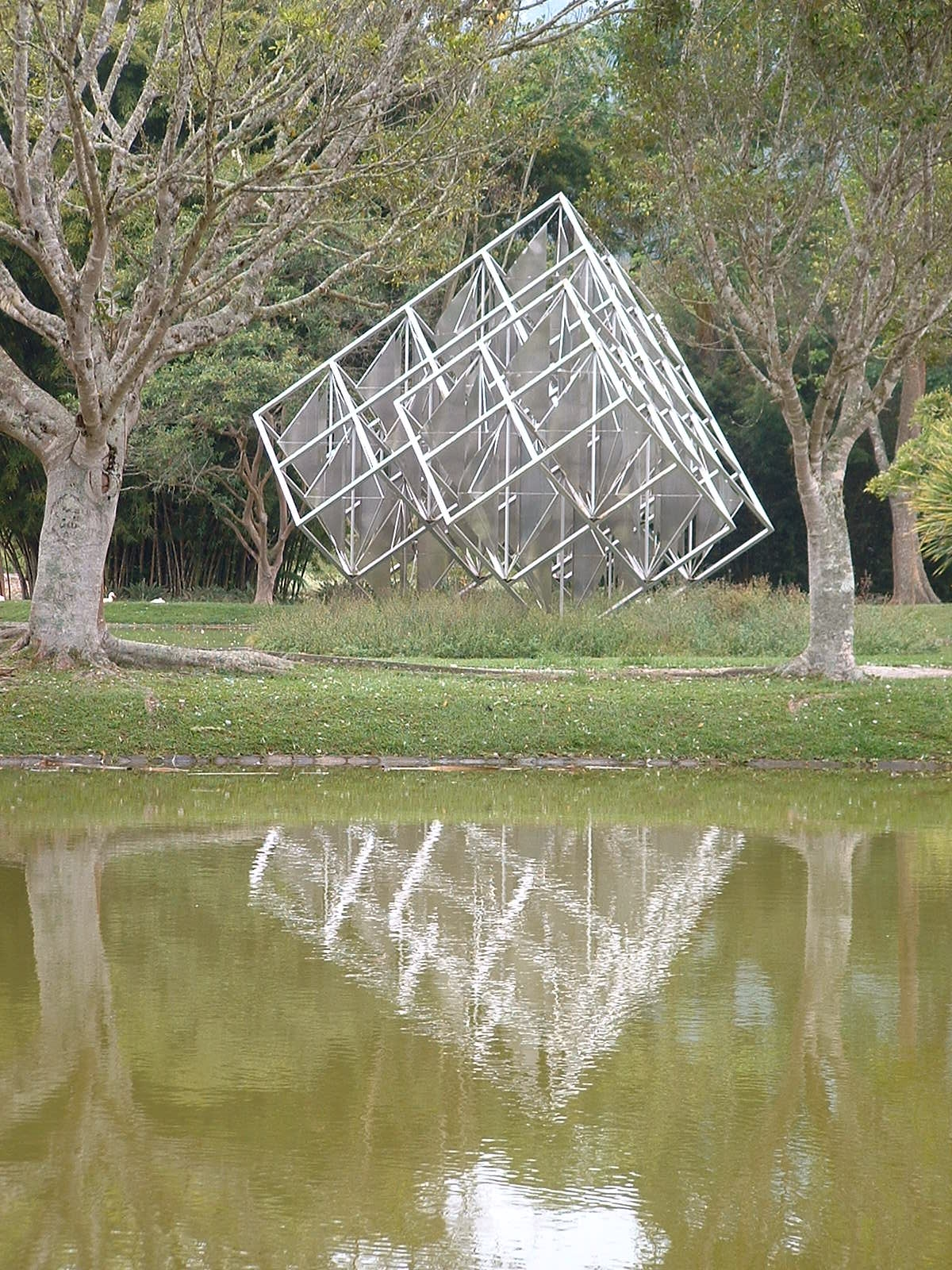
Espejo Solar (Miroir Solaire) par Alejandro Otero, situé à la Laguna de los Espejos.

L'USB, à différence du modèle traditionnel des autres universités du Venezuela organisées en facultés, a une forme matricielle d'organisation. Cette organisation matricielle est composée d'unités responsabilisées de conception, planification, coordination et évaluation des programmes d'enseignement et de recherche. D'autres unités servent à la surveillance d'autres unités, soutien de programmes et prestation de services.
On y retrouve d'autres organismes de soutien, qui sont:
Le Conseil Supérieur Universitaire, qui est l'autorité ultime pour déterminer les plans de développement de l'institution, ainsi que le suivi et l'évaluation. Il se compose de cinq représentants du président de la République, le Vice-Ministre de l'Éducation Supérieure, Culture et des Sports ou son représentant, cinq représentants des Enseignants, deux représentants des étudiants, un représentant des diplômés de l'Université, un représentant du Bureau de Planification du Secteur Universitaire (Bureau propre de l'université), un représentant du Ministère de la Planification et du Développement, nommés par le Président de la République, un représentant du Conseil National pour la Science et de la Technologie, un représentant du Conseil Vénézuélien de l'Industrie, et un représentant du Conseil National de la Culture.
Le Conseil Directive, qui vise à établir des règles pour la direction académique et administrative de l'université. Il est composé du Recteur, qui préside, les Vice-Recteurs, le Secrétaire, le Directeur du campus Camuri, les Directeurs de Division, les Doyens, deux représentants des Enseignants, un représentant des élèves, un représentant des diplômés, un représentant des employés et un délégué du Ministère de l'Éducation Supérieur du pays.
Le Conseil Académique, qui vise à planifier, coordonner et contrôler l'étude des questions de l'enseignement et de recherche. Il est composé du Vice-Recteur Académique, qui préside, le Secrétaire, le Directeur du campus Camuri, les Directeurs de Division, les Doyens, deux représentants des Enseignants (un pour Sartenejas et l'autre pour Camuri) et de deux représentants des étudiants.
Le campus Camuri a son propre Conseil Directive. L'organisme est composé du Directeur, qui préside, du Directeur d'Information Académique et du Secrétaire du Conseil, du Doyen des Études Technologiques, le Directeur de la Division de Sciences et Technologies Administratives Industrielles, de Directeur de Recherche, du Directeur du Laboratoire, du Directeur de l'Administration, du Directeur d'activités extra-cursus, deux représentants du corps enseignant, deux représentants des étudiants et un représentant des diplômés. Les représentants élus du personnel administratif et technique et le chef du Département des étudiants pour le développement sont invités permanents des réunions.
Chaque spécialité a une coordination, organisme qui mène les programmes de formation et de suivi aux élèves. Divers départements des sujets du tronc commun ou contenu partagé (eg. le Département de Mathématiques, Physique, Thermodynamique, etc), sont chargés de gérer les cours, les méthodes et l'évaluation dans chaque matière.

## Valeurs
Les valeurs de l'Université sont un ensemble de principes, des attitudes et des dispositions estimatives qui ont façonné le profil institutionnel, ont servi de référence et ont été pratiquées, individuellement et collectivement par les membres de la communauté depuis la fondation de cette institution. Ils constituent, avec un code de conduite qui les exprime instrumentalement, le patrimoine éthique à l'USB, dont la préservation et la consolidation sont le devoir de tous les membres de la communauté universitaire. Les dix valeurs de l'USB sont :
- Poursuite de l'excellence
- Création d'avenir
- Qualité professionnelle
- Mystique
- L'honnêteté
- Respect
- Responsabilité
- Solidarité
- Équité
- Sensibilisation à l'environnement

## Formation

### Ingénieries
- Ingénierie en Informatique
- Ingénierie en Électronique
- Ingénierie en Électrique
- Ingénierie en Géophysique
- Ingénierie de la Maintenance
- Ingénierie de Matériaux
- Ingénierie en Mécanique
- Ingénierie Industrielle
- Ingénierie en Chimie

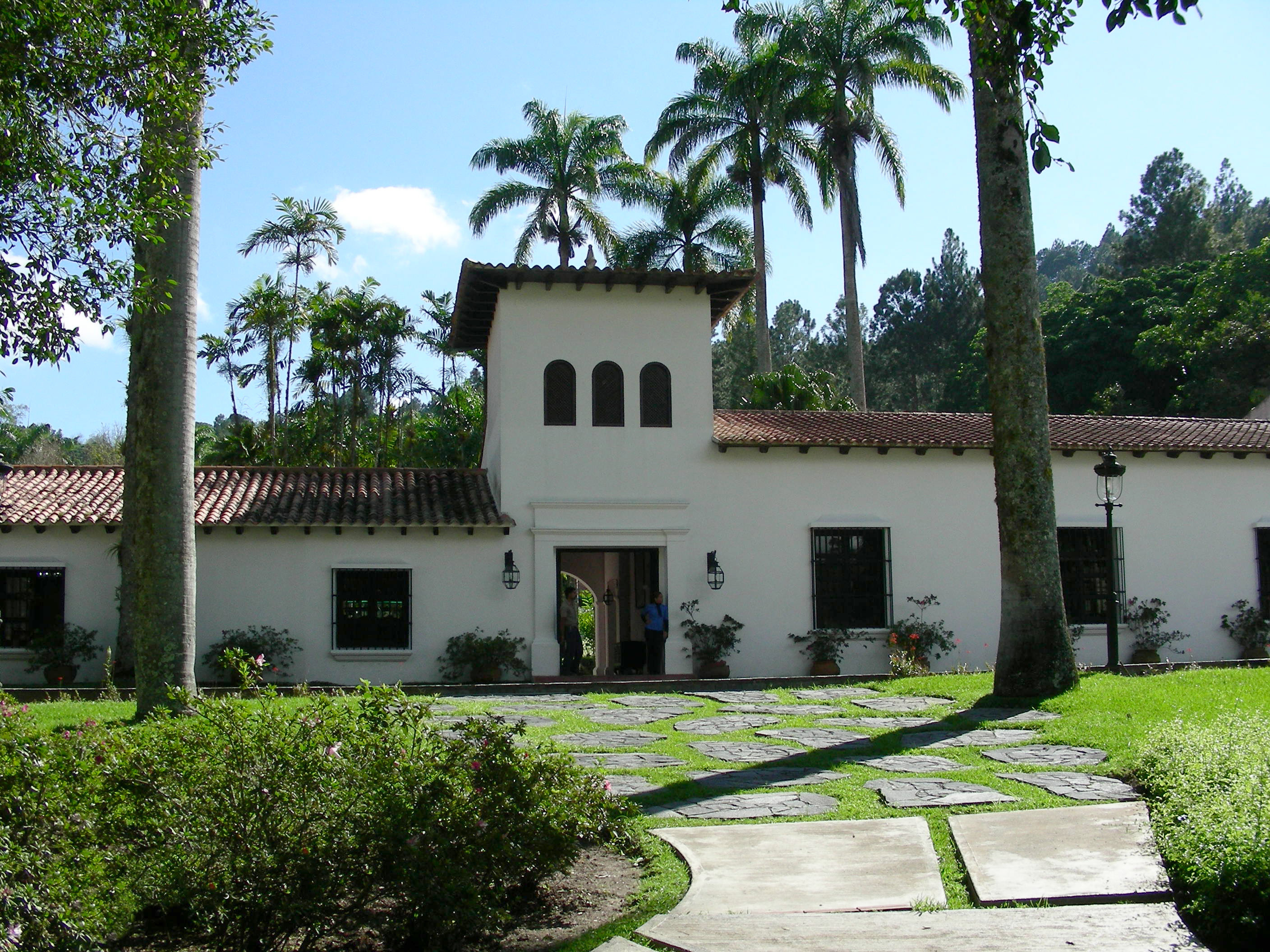
« Casa del Rectorado ». Université Simón Bolivar.

- Ingénierie en Télécommunications (à partir de septembre 2011)

### Licences
- Licence en Physique
- Licence en Chimie
- Licence en Biologie
- Licence en Mathématiques
- Licence en Mathématiques Statistiques et Informatiques
- Architecture
- Urbanisme

### Magister et Doctorats
En Sciences Appliquées:
- Magister et Doctorat en Biologie
- Magister et Doctorat en Sciences Informatiques

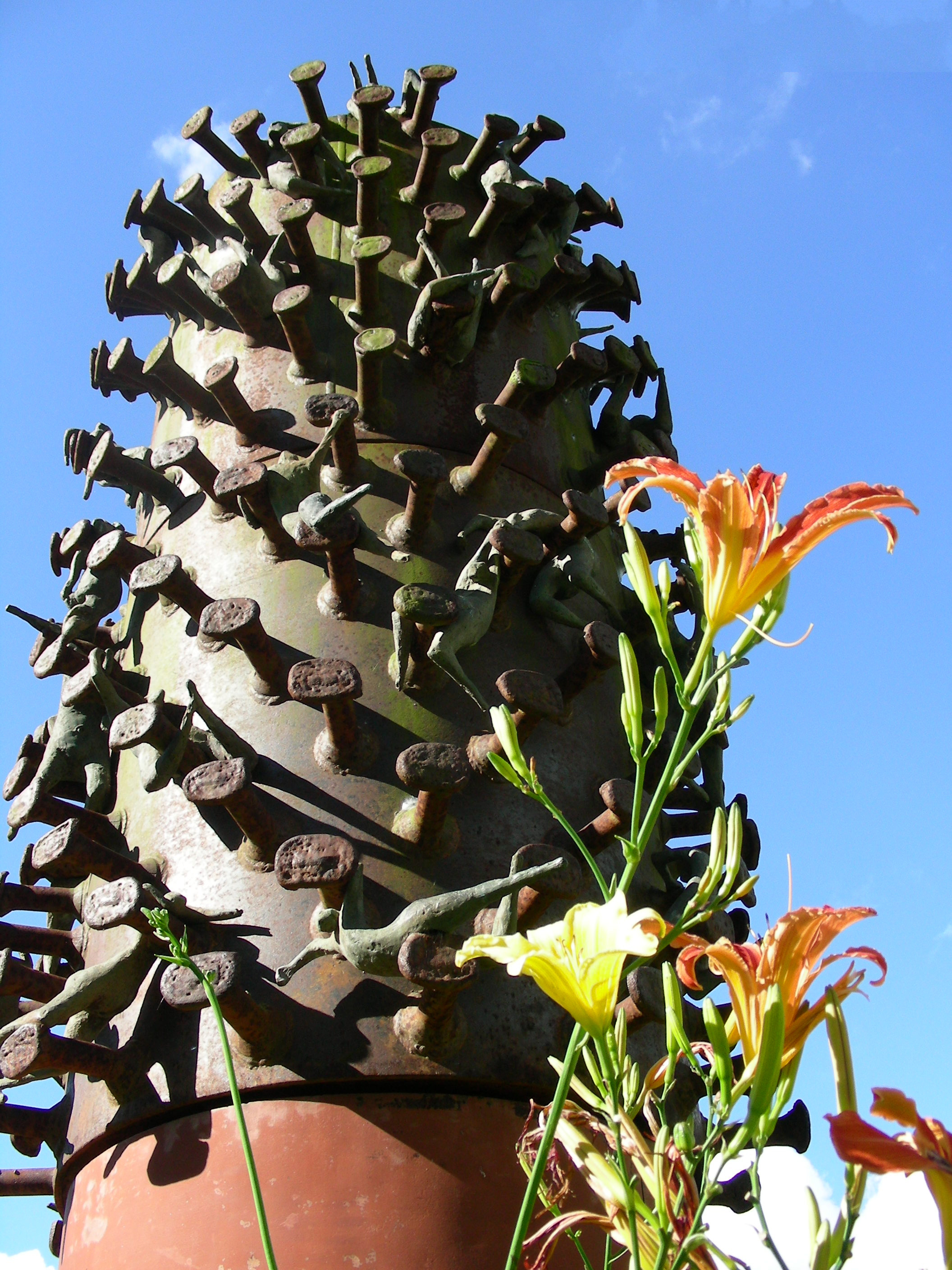
La Lucha del Hombre por la Cima (L'Homme Lutte pour le Haut) de Carlos J. Prada. Université Simón Bolívar.

- Magister et Doctorat en Physique
- Magister et Doctorat en Mathématiques
- Magister et Doctorat en Chimie
- Magister et Doctorat en Nutrition
- Magister et Doctorat en Sciences de l'alimentation

En Ingénierie:
- Doctorat en Ingénierie
- Magister en Statistiques
- Magister en Ingénierie Bio-médecine
- Magister en Ingénierie Électronique
- Magister en Ingénierie Électrique
- Magister en Ingénierie des matériaux
- Magister en Ingénierie des Systèmes
- Magister en Ingénierie Mécanique
- Magister en Ingénierie Chimique
- Magister Sciences de la Terre
- Spécialisation en Statistiques Assistées par Ordinateur
- Spécialisation en Télécommunications
- Spécialisation en Gestion des Télécommunications
- Spécialisation en Télématique
- Spécialisation dans Distribution d'électricité
- Spécialisation dans les installations Électriques
- Spécialisation en Systèmes de Puissance
- Spécialisation en Transmission de l'énergie électrique
- Spécialisation dans la Fabrication et de Maintenance
- Spécialisation dans la Conception et la Maintenance Industrielle
- Spécialisation en Ingénierie Structurale
- Spécialisation en Ingénierie Géotechnique
- Spécialisation dans l'usine * Génie des Procédés
- Spécialisation dans les systèmes industriels
- Spécialisation dans les équipements de rotation

En Sciences Sociales et Humaines:
- Magister et Doctorat en Philosophie
- Magister dans les Transports Publics
- Magister en affaires et administration
- Magister dans l'Enseignement au Collège
- Magister et Doctorat dans le Développement Durable
- Magister et Doctorat en Sciences Politiques
- Doctorat en Littérature
- Spécialisation dans l'opinion publique et de la communication politique
- Spécialisation en gestion de l'environnement
- Spécialisation dans l'enseignement * Informative
- Spécialisation dans les transports publics
- Spécialisation en Philosophie
- Spécialisation en Gestion de projet
- Spécialisation en Développement organisationnel
- Spécialisation dans la Vérification de la Gestion
- Spécialisation dans la Gestion des Finances
- Spécialisation Gestion du Marché
- Spécialisation Gestion d'Entreprise
- Spécialisation Gestion de la Technologie
- Spécialisation Gestion de Gaz
- Spécialisation dans l'Enseignement des Mathématiques
- Magister Langues Étrangères Appliquées
- Spécialisation en Anglais
- Magister Littérature Latinoaméricaine
- Magister en Musique
- Magister en psychologie

## Services Offerts à la communauté universitaire
Toutes les personnes qui participent à cette Université ont droit à une gamme de services, cette université se caractérise par une grande diversité de services et de maintenance continue.

### Transports
L'USB offre plusieurs parcours de navettes entre différents secteurs de Caracas et l'USB Sartenejas
- Chacaito - USB Sartenejas
- Bellas Artes - USB Sartenejas
- La Vallée - USB Sartenejas
- La Paz-USB Sartenejas
- Baruta - USB Sartenejas
- La Mercedes - USB Sartenejas
- Concresa - USB Sartenejas

Aussi, l'USB est accessible depuis d'autres villes avec navettes d'un seul aller-retour par jour.
- La Victoria - USB Sartenejas
- Catia la Mar - USB Sartenejas
- Naiguata - USB Sartenejas
- Le Teques - USB Sartenejas
- San Antonio de los Altos - USB Sartenejas
- Guatire - Guarenas - USB Sartenejas

### Restaurant Universitaire
Ce service vise à assurer une nutrition saine et équilibrée pour la communauté sur la base d'un menu recette des nutritionnistes de l'USB. Le service comprend le petit déjeuner, le déjeuner et le dîner à un coût très modique (d'environ 10 centimes d'Euro) pour les personnes dûment autorisée.
L'Université dispose de 3 RU au campus Sartenejas :
- RU « MYS » : pour déjeuner et dîner
- RU Maison des Élèves : pour le petit-déjeuner et déjeuner
- RU Maison de l'employé : seulement pour déjeuner

L'étudiant peut utiliser un seul billet de chaque type (petit-déjeuner, déjeuner et dîner) par jour, sauf dans des cas particuliers, dûment autorisés par l'organisme compétent.

### Assistance médicale
Une infirmerie est disponible

### Service de Pompiers USB
Ce service a commencé en 1993 comme corps de bénévoles au service des besoins de l'université et des alentours en offrant des services de lutte aux incendies, de recherche et de sauvetage, de secours médicaux et de manipulation de matériaux dangereux.

### Service de sécurité
Surveillance à l'entrée et sortie de l'établissement

### Cafés payants
- Café « El Amper »
- Le Verseau (Acuario)
- Restaurant de la maison des employés
- Subway

### Magasins et divers
- Librairie Limesama
- Centres de Photocopie
- Agence de Voyage
- Distributeurs de billets de différentes banques

## Clubs étudiants

### AAE
L’Association Aéronautique Expérimentale est une association qui a pour but le design et la construction d'un avion radiocommandé qui participera à la compétition annuelle de « SAE Aéro Design ». Le modèle doit être capable de décoller, voler et atterrir avec le plus grand poids possible. 2004 fut la première année de compétition de l'USB avec le design de l'avion « Turpial 1 ».

### AJE USB
Association de Jeunes Entrepreneurs, est un groupe composé d'étudiants de différentes disciplines, fondée en 1995 dans le but de promouvoir la formation de ses membres et la communauté étudiante des différentes maisons d'études dans les domaines de la gestion, le leadership, le marketing et les initiatives de la libre entreprise, et concrétiser des idées économiquement viables. Parmi ses activités AJE-USB a la participation aux manifestations nationales et internationales et tenue de conférences dans ces domaines, des forums, d'autres programmes qui forment ses membres.

### ASME USB
C'est la branche étudiante de l'association ASME au sein de l'USB. Elle mène des projets multidisciplinaires liés à l'ingénierie mécanique pour renforcer les connaissances théoriques.

### Baja-SAE

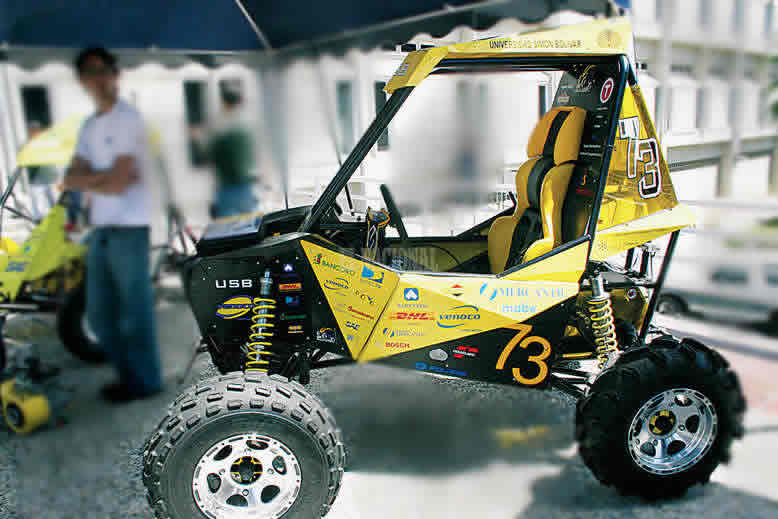
Véhicule de l'université Simon Bolivar participant à Baja SAE.

L'association Baja-SAE USB est le club qui construit le tout-terrain conçu pour la compétition Baja SAE qui évalue un projet d'ingénierie du monde réel par plus de 140 Universités du Monde.

### CITE
C'est le Centre de Recherche et Technologie Électronique de l'USB. Étant une des associations les plus anciennes (fondée le 26 février 1979) elle continue à développer des projets électroniques et à être un appui pour les activités liés à l'étude, recherche et développement de l'électronique dans le campus Sartenejas.

### F-SAE USB

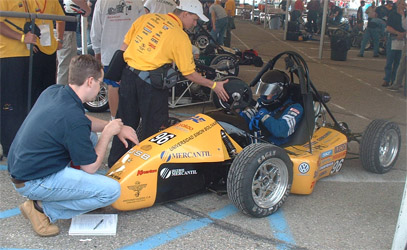
USB sur la Formule SAE.

Formule SAE est une prestigieuse compétition étudiante organisé par SAE. L'idée consiste à concevoir et construire une voiture de type formule 1. Y participent plus de 140 universités du monde entier et la compétition prend place à Pontiac, Michigan, aux États-Unis.
L'Université Simon Bolivar a été la première université vénézuélienne à participer dans cette compétition en 2002. L'USB atteint en 2006 sa meilleure position (24/140) étant la meilleure représentation latino-américaine.

### Grupo Escalera
C'est une association étudiante sans but lucratif qui promeut le développement complet et la croissance personnelle de tous ses membres à travers des activités de groupes, d'intégration ou bien académiques avec des cours de mise à niveau pour les nouveaux arrivants de la communauté uésebiste.

### USB Solar
USB Solar est une association de recherche sans but lucratif qui a comme objectif principal d'accomplir la conception et la construction d'une voiture solaire de compétition. Leur dernière voiture « Araguaney 2 » comporte les spécifications techniques suivantes :
- Vitesse maximale : 130 km/h
- Poids : 190 kg
- Surface : 2 m²
- Diamètre des pneus : 48 cm
- Efficacité des cellules solaires : 28,5 %
- Puissance: 7,5 kW
- Budget: 1.000.000 USD $

## Clubs sportifs
- Club d'échecs
- Club de gymnastique
- Club Rugby
- Club de Scrabble
- Club Aïkido
- Club Kempo Sanjal (arts martiaux)
- Club Ultimate Wayu

## Clubs sportifs-loisirs
- Centre de plongée « « CESUSIBO »
- Automobile Club « Club Auto USB »
- Groupe de randonnée « OIKOS »
- Club de planche à voile « WISSIB »